# 꿈빛 파티시엘 프로페셔널
꿈빛 파티시엘 프로페셔널(원작명 : 꿈빛 파티시엘 SP 프로페셔널, 일본어: 夢色パティシエールSP プロフェッショナル 유메이로 파티시에르 에스피 프로페셔널[*])은 만화와 이를 원작으로 하는 애니메이션이다. 2011년 6월 23일부터 9월 15일까지 투니버스에서 방영되었다.
대한민국에서는 TV시리즈 애니메이션 1작을 ㈜온미디어(현 CJ ENM)에서 수입하고 자사 투니버스에 공급하여, 투니버스에서 한국어 더빙을 제작 후에 2010년 10월 13일부터 7세 이상 관람가로 방영하였다. 2011년에는 CJ ENM에서 시리즈 2작 『꿈빛 파티시엘 SP 프로페셔널』을 수입하고, 자사 투니버스에 공급하여, 『꿈빛 파티시엘 프로페셔널』라는 이름으로 한국어 더빙을 제작 후에 2011년 6월 23일부터 7세 이상 관람가로 방영하였다. 만화책 시리즈는 TV시리즈 애니메이션이 투니버스에서 방영되자, 2010년 12월 15일에 김진수가 번역하여, 대원씨아이에서 『꿈빛 파티시엘1』을 발행한 이후
2012년 7월 15일에 10권(한국 기준)으로 연재가 끝났다.

## 줄거리
세계 케이크 그랑프리 우승을 하고 난 뒤 2년 후를 그린 이야기다.

## 등장 인물
{{참고|꿈빛 파티시엘의 등장인물 목록 무야홍

## 방영목록
| 회차 | 방송 일자       | 제목!               |
| ---- | --------------- | ------------------- |
| 1회  | 2011년 6월 23일 | 해산 딸기팀         |
| 2회  | 2011년 6월 30일 | 죠니와 메이즈       |
| 3회  | 2011년 7월 7일  | 새로운 딸기팀       |
| 4회  | 2011년 7월 14일 | 기회손실과 폐기손실 |
| 5회  | 2011년 7월 21일 | 요정들의 비밀탐험   |
| 6회  | 2011년 7월 28일 | 바움 숲을 헤메다    |
| 7회  | 2011년 8월 4일  | 여행에서 찾은 보물  |
| 8회  | 2011년 8월 11일 | 론리 하트           |
| 9회  | 2011년 8월 18일 | step UP             |
| 10회 | 2011년 8월 25일 | MY Sweet Home       |
| 11회 | 2011년 9월 1일  | 폭풍의 밤           |
| 12회 | 2011년 9월 8일  | 차가운 밤           |
| 13회 | 2011년 9월 15일 | 약속의 밤           |

## 주제가

### 한국판
- 오프닝 - 〈Sweet Romace〉 (노래: 김현지, 코러스 :이정은)
- 엔딩 - 〈Home made cook〉 (노래: 이정은)

### 일본판
- 오프닝 - Sweet Romace (노래: 고죠 마유미)
- 엔딩 - HOME MADE HAPPY (노래: 프리마베라)

## 스탭
- 원작: 마쓰모토 나쓰미
- 시리즈 구성·각본: 야마다 타카시
- 감독: 스즈키 이쿠
- 음악: 오하시 메구미, 타나카 카즈야
- 애니메이션 프로듀서: 요시다 다이키
- 수석프로듀서: 오쿠마 야스유키, 토야마 아쓰시
- 프로듀서: 엔도 미치코, 나가이 코지, 후루카와 신, 타카미 마사토
- 제작: 피에로

### 우리말 제작
- 기획: 장진원
- 책임프로듀서: 신동식
- 편성: 이명희, 강유미, 김민지, 이민순
- 홍보: 오현주, 조승희, 김지윤, 홍지예, 최성원
- 캐릭터사업: 황진용, 김아람
- 콘텐츠구매: 김대창, 정혜인, 김택상
- NLE: 고은아, 심명식
- 타이틀: 지혜천
- 화면수정: 서선지, 김지예, 조아라, 도여진, 정선화
- 종합편집: 이지혜
- 녹음: 이성주
- 제과용어감수: 백오연
- 번역: 권이강
- 연출: 김이경
- 우리말제작: 투니버스 CJ ENM - (구) 온미디어

### 꿈빛 파티시엘 프로페셔널
- 구매: 이은선, 문명미, 김택상
- NLE: 고은아, 심명식
- 타이틀CG: 홍지예, 오경아
- 종합편집: 이지혜
- 번역: 권이강
- 제과용어감수: 백오연
- 녹음·믹싱: 이창휘
- 연출: 김이경
- 기획: 투니버스 CJ ENM - (구) 온미디어